# هیروشی ساکای
هیروشی ساکای (انگلیسی: Hiroshi Sakai؛ زادهٔ ۱۹ اکتبر ۱۹۷۶) بازیکن فوتبال اهل ژاپن است که در تیم ملی فوتبال زیر ۱۷ سال ژاپن بازی کرده‌است.